# Patria constantinopolitana
Los Patria constantinopolitana (en griego: Πάτρια Κονσταντινουπόλεως) son una colección de textos de origen bizantino sobre la historia y los monumentos de Constantinopla. Se trata de fragmentos de historiadores o de noticias de orígenes diversos, mayormente anónimas, que se han reunido en una recopilación de fines del siglo X. El conjunto, posteriormente reorganizado, ha sido tardíamente atribuido en el siglo XV a Jorge Codino, a lo sumo su copista. Constituye una importante fuente sobre la historia de la ciudad de Constantinopla desde un punto de vista especialmente arqueológico, aunque conviene utilizar con precaución estos textos, pues a menudo se mezclan leyenda e historia.

## Edición Preger
Estos textos fueron objeto de una edición realizada por el filólogo alemán Theodor Preger bajo el título latino de Scriptores originum constantinopolitanarum (Leipzig, I-II, 1901-1907), la más completa y la que sirve de referencia. La obra se compone así:
- tres escritos anteriores al siglo X que han servido de base para la colección posterior:

1. (p. 1-18) un texto titulado Patria de Constantinopla según Hesiquio Ilustrio (Πάτρια Κονσταντινουπόλεως κατὰ Ήσύχιον Ίλλούστριον), conocido por un único manuscrito del siglo X, el Palatinus gr. 398 (se trata de un extracto resumido de la 'Historia romana de Hesiquio de Mileto, tomado del final de la parte V o del principio de la VI, y que cuenta la historia de la ciudad desde su fundación legendaria por Bizas hasta su refundación oficial por el emperador Constantino en 330);
2. (p. 19-73) una colección Breves noticias históricas (Παραστάσεις σύντομοι χρονικαί), anónima, cuya versión completa más antigua se halla en un manuscrito del siglo XI, el Parisinus gr. 1336 (pero una parte de tales noticias se halla bajo una forma algo diferente en un manuscrito del siglo X, el Paris. Suppl. gr. 607 A), y que según la formulación de ciertos pasajes data del siglo VIII, probablemente del reinado de Constantino V (son noticias que van desde algunas líneas hasta algunas páginas sobre los monumentos y maravillas de la capital, sobre todo iglesias, estatuas y grandes sitios);
3. (p. 74-108) un relato, que data de entre el siglo VIII y el X, sobre la construcción de la catedral de Santa Sofía, también anónimo, en que la historia se mezcla con la leyenda (provista bajo su forma antigua e independiente por tres manuscritos: el Coislin 296, del siglo XII, el Vaticanus gr. 697, del  siglo XIII o del XIV, y el Parisinus gr. 1712 del siglo XIV).[2]

- la colección de textos tardíamente atribuida a Jorge Codino, cuyos 64 manuscritos son identificado por Preger (identificación no exhaustiva), y que parece remontarse a alrededor de 995, bajo el reinado de Basilio II, a saber:

1. (p. 135-150) una versión modificada del extracto de Hesiquio de Mileto, en que su carácter de extracto desaparece, se añaden datos tomados de Juan Malalas y de historiadores eclesiásticos, y que se presenta explícitamente como una introducción histórica a las noticias que siguen;
2. (p. 151-209) una colección de noticias sobre las estatuas de la ciudad, tomadas de las Breves noticias citadas previamente, pero también de otras fuentes;
3. (p. 214-283) después de un texto sin relación dedicado a ocho concilios,[3] un conjunto de 215 noticias sobre las fundaciones y construcciones de las iglesias, monasterios y palacios de Constantinopla, sistemáticamente atribuidos al reinado de un emperador, a veces con referencias cronológicas más precisas (de hecho, parecen ser extractos de una crónica);
4. (p. 284-289)  el relato previamente citado de la construcción de Santa Sofía, con algunas adiciones puestas aquí por Preger;

- (p. 290-313) la remodelación de la colección anterior en varias "revisiones topográficas" (organizadas geográficamente), una de las cuales está dedicada a Alejo I Comneno.